# Patrick Deville

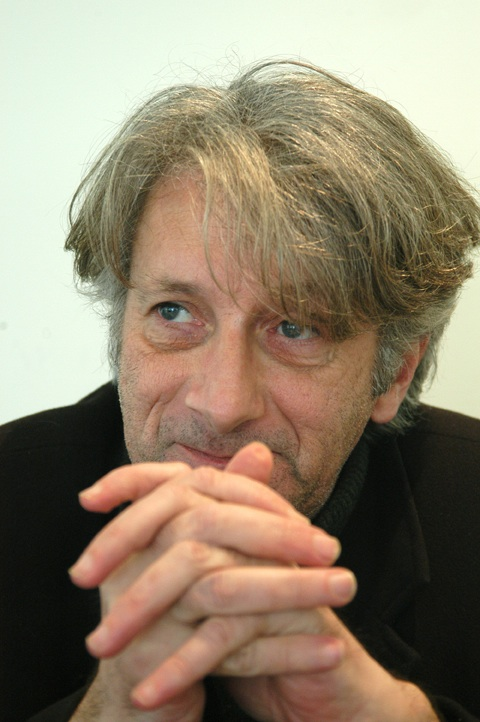
Patrick Deville (2010)

Patrick Deville  (geboren 14. Dezember 1957 in Saint-Brevin-les-Pins) ist ein französischer Schriftsteller.

## Leben
Deville studierte Vergleichende Literaturwissenschaften und Philosophie an der Universität Nantes und arbeitete dort anfänglich als Dozent. Deville lebte in den 1980er Jahren im Nahen Osten, in  Nigeria und Algerien. In den 1990er Jahren besuchte er Cuba, Uruguay, Mittelamerikanische Staaten und Staaten des ehemaligen Ostblocks. Diese Reisen sind ein Ausgangspunkt für seine literarische Produktion. Deville gründete und leitet das „Maison des écrivains étrangers et des traducteurs“ in Saint-Nazaire und dessen Zeitschrift „Meet“. Er ist auch selbst weiterhin als literarischer Übersetzer tätig.
Sein Roman Kampuchea wurde 2011 vom Magazin Lire als bester Roman des Jahres ausgewählt.
2012 erhielt der Roman Peste et Choléra über das Leben Alexandre Yersins den Fnac-Preis und den Prix Femina. Sowohl 2012 als auch 2017 wurden neue Werke Devilles für den Prix Goncourt nominiert.
Die Académie française hat 2021 Patrick Deville mit dem Grand Prix de Littérature für sein Lebenswerk ausgezeichnet. Im Frühjahr 2021 erschien sein Roman Amazonia auf Deutsch im Bilgerverlag, der im gleichnamigen Original den Prix Chadourne 2020 erhalten hatte.

## Werke (Auswahl)
- Cordon-bleu. Minuit, Paris 1987, ISBN 2-7073-1120-0.
- Longue vue. Minuit, Paris 1988, ISBN 2-7073-1177-4.
  - Das Perspektiv. Übers. Jürgen Ritte. Rowohlt, Reinbek 1989, ISBN 3-498-01281-9.
- Le Feu d'artifice. Minuit, Paris 1992, ISBN 2-7073-1420-X.
- La Femme parfaite. Minuit, Paris 1995, ISBN 2-7073-1507-9.
- Absolut Homer. In: Walter Grond: Absolut Homer. Roman. Droschl, Graz 1995, S. 205–218.
- Ces deux-là. Editions de Minuit, Paris 2000, ISBN 2-7073-1729-2.
- Pura vida. Vie & mort de William Walker. Seuil, Paris 2004, ISBN 2-02-062877-5.
  - Pura vida. Leben und Sterben des William Walker. Übers. Holger Fock.[7] Haymon, Innsbruck 2007, ISBN 978-3-85218-475-3.
- La Tentation des armes à feu. Seuil, Paris 2006, ISBN 2-02-079830-1.
- Equatoria. Seuil, Paris 2009, ISBN 978-2-02-090680-7.
  - Äquatoria. Roman. Übers. Holger Fock, Sabine Müller. Bilger, Zürich 2013, ISBN 978-3-03762-028-1.
- Kampuchéa. Seuil, Paris 2011, ISBN 978-2-02-099207-7.
  - Kampuchea. Roman. Übers. Holger Fock, Sabine Müller. Bilger, Zürich 2015, ISBN 978-3-03762-050-2.
- Peste et Choléra. Seuil, Paris 2012, ISBN 978-2-02-107720-9.
  - Pest & Cholera. Übers. Holger Fock, Sabine Müller. Unionsverlag, Zürich 2013, ISBN 978-3-03762-037-3.
- Viva. Seuil, Paris 2014, ISBN 978-2-02-113596-1.
  - Viva. Übers. Holger Fock, Sabine Müller. Bilger, Zürich 2017, ISBN 978-3-03762-062-5.
- Taba-Taba, Seuil, 2017, ISBN 978-2-02-124746-6.
  - Taba-Taba. Übers. Holger Fock, Sabine Müller. Bilger, Zürich 2019, ISBN 978-3-03762-077-9.
- Amazonia, Editions du Seuil, 2019.
  - Amazonia, Aus dem Französischen von Holger Fock und Sabine Müller. Bilger, Zürich 2021, ISBN 978-3-03762-090-8.